# صفحه نمایش دیجیتالی
صفحه نمایش دیجیتالی یا رایانما یا دیجیتال ساینیج  نوعی صفحه نمایش الکتریکی است. اطلاعات، برنامه‌های تلویزیونی، منوها، تبلیغات و دیگر پیغام‌ها را می‌توان از این طریق نمایش داد. علائم و نشان‌های دیجیتالی مثل ال‌ئی‌دی، ال‌سی‌دی، ویدئو پروژکتور و نمایشگر پلاسما را می‌توان به عنوان صفحه نمایش دیجیتالی در محیطهای خصوصی و عمومی مثل فروشگاه‌های خرده فروشی، هتل‌ها، رستوران‌ها و شرکت‌ها (مثل ساختمان بورس) به کار برد.
ساینیج (به انگلیسی: Signage) درمفهوم کلی به معنای اطلاع‌رسانی دیداری و معمولاً از طریق بردها و تابلوها می‌باشد. به عبارت دیگر کلیه تابلوهای اطلاع‌رسانی را که دارای پیغام‌هایی برای بازدید کنندگان هستند می‌توان Signage نامید. از تابلوهای اطلاع‌رسانی شهری و ترافیکی گرفته تا بیلبردها و پرده‌های عظیم تبلیغاتی و حتی تابلوهای صرافی‌های ارز و طلا، همه در زمره Signage قرار می‌گیرند. به بیان کلی هرجا که اطلاعاتی روی یک صفحه بزرگ برای بازدیدکنندگان وجود داشته باشد می‌توان آن را Signage نامید.
بدین ترتیب Digital Signage (دیجیتال ساینیج) عبارت است از یک سیستم ترکیبی متشکل از سخت‌افزارها و نرم‌افزارهای تخصصی که امکان نمایش طیف گسترده‌ای از اطلاعات را با کاربری‌های متنوع در بستر شبکه فراهم می‌نماید.

## امتیازات و امکانات سیستم دیجیتال ساینیج
- کاهش قابل توجه هزینه تبلیغات
- کاهش هزینه‌های جاری سازمان
- امکان نمایش انواع فایل‌های صوتی و تصویری بدون محدودیت
- نمایش اطلاعات Dynamic (متحرک) به صورت خودکار
- دسترسی به محتویات یک یا چند نمایشگر از راه دور
- ارسال محتوای قابل نمایش برای نمایشگرها با حداقل پهنای باند
- امکان برپایی دیجیتال ساینج به صورت فعل و انفعالی (Interactive) برای پخش محتوای مورد نظر بینندگان
- نمایش اطلاعات مجزا روی نمایشگرهای خاص
- نمایش اخبار، عکس، فیلم، موسیقی، صفحات اینترنتی و از این دست به صورت ترکیبی
- به روز رسانی محتویات یک یا چند نمایشگر به صورت کاملاً خودکار

## کاربردها
تجارت
- فروشگاه‌ها
- فروشگاه‌های زنجیره‌ای
- مراکز خرید
- بورس

حمل و نقل
- فرودگاه‌ها
- کشتیهای مسافری
- دفاتر کرایه اتومبیل
- قایق‌ها و کشتی‌های تفریحی
- قطارها و اتوبوسها

بانک و موسسات مالی
- شعب بانکها و موسسات مالی
- صرافی‌ها
- بنگاه‌ها تجاری
- دفاتر بیمه

تابلوهای لمسی
- نمایش اطلاعات بنا به درخواست
- موجودی کالا
- مسیریاب
- تبلیغات

آموزش
- دانشگاه‌ها
- دانشکده‌ها و مدارس
- مراکز آموزشی
- کتابخانه

ارتباطات و شرکتها
- سالن اجتماعات شرکت‌ها
- کارخانه‌های تولیدی و صنعتی
- مراکز تماس و روابط عمومی
- مراکز خدماتی

بردهای خبررسانی
- جدولهای زمانی فعالیتها
- ارتباطات درون مرزی
- ارتباطات برون مرزی
- تبلیغ رویدادها
- پیامهای محلی
- تبریک و تسلیت

سرگرمی و تفریح
- تئاترها، موزه‌ها، استادیوم‌ها
- مراکز تفریحی و پارکها
- باشگاه‌های ورزشی
- پیست‌های اسکی

بیمارستان و مراکز درمانی
- پذیرش
- اتاق عمل
- مالی
- داروخانه
- اتاق پزشک
- اتاق بیماران

هتل و مراکز اقامتی
- لابی
- اتاق
- پذیرش
- کافه و رستوران

رستوران، کافی شاپ و فست فود
- باشگاه مشتریان
- ثبت سفارش مشتریان
- پیشخوان